# Esmann
Esmann er en dansk slægt.
Købmand i Nyborg Gustav Ferdinand Esmann (1800-1842), gift med norskfødte Henriette Christine Bagge (1802-1872), var bl.a. far til generalmajor Niels Christian Esmann (1832-1901) og grosserer Edvard Ferdinand Esmann (1835-1899), der grundlagde firmaet af samme navn. Niels Christian Esmann var far til journalisten Gustav Frederik Esmann (1860-1904) og til oberst Sigvard Theobald Thorvald Esmann (1863-1940), som var far til kunstmaler Niels Erik Esmann (1894-1970), der var far til Eva Esmann og til arkitekt Niels Christian Esmann.
Fændrik Christian Frederik Esmann var far til præsten Hermann Esmann (1755-1824), som var far til amtsforvalter David Borgen Esmann (1793-1842), som var far til justitsråd, kreditforeningsdirektør Jørgen Victor Esmann (1827-1904) og til prokurator i Viborg Georg Theophilus Esmann (1834-1893). Jørgen Victor Esmann var far til dommer Victor Esmann (1863-1933), mens Georg Theophilus Esmann var far til læge Viggo Esmann (1864-1931).